# Cleistes ramboi
Cleistes ramboi är en orkidéart som beskrevs av Guido Frederico João Pabst. Cleistes ramboi ingår i släktet Cleistes, och familjen orkidéer. Inga underarter finns listade i Catalogue of Life.